# Eois telegraphica
Eois telegraphica är en fjärilsart som beskrevs av Louis Beethoven Prout 1933. Eois telegraphica ingår i släktet Eois och familjen mätare. Inga underarter finns listade i Catalogue of Life.